# Васильківська степова ділянка
Васи́льківська степова́ діля́нка — ботанічна пам'ятка природи місцевого значення в Україні. 
Розташована за селом Васильківці Чортківського району Тернопільської області, в урочищі «Юрківці». 
Оголошена об'єктом природно-заповідного фонду рішенням Тернопільської обласної ради від 18 березня 1994 року зі змінами, затвердженими рішенням цієї ж ради від 27 квітня 2001 року № 238. 
Перебуває у віданні Васильковецької сільської громади. 
Площа — 4,7 га. 
Під охороною — лучно-степові фітоценози, типові для західного лісостепу. Місце оселення корисної ентомофауни. Ділянку ніколи не розорювали. В її межах зростають льонок жовтий, шавлія лучна, інші види рослин.